# Камнеломка точечная
Камнеломка точечная (лат. Saxifraga punctata) — вид травянистых растений рода Камнеломка (Saxifraga) семейства Камнеломковые (Saxifragaceae).

## Ботаническое описание
Многолетнее растение. Стебли 5—15 см высотой, с белыми, головчатыми волосками, а также янтарными железками. Корневища укороченные, толстые, покрытые мало расщепленными на волокна черешками отмерших листьев. Листья толстые, кожистые, тускло-зелёные, собраны в прикорневые розетки. Соцветие рыхлое, метельчатое, многоцветковое. Чашелистики зелёные, но по наружному краю фиолетовые, треугольные, около 1,5 мм длиной. Лепестки зеленовато-белые, эллиптические, 2,5—3 мм длиной, с коротким ноготком. Тычинки равны по длине лепесткам, с тёмно-пурпуровыми пыльниками и шиловидными белыми или бледно-фиолетовыми нитями. Коробочка пурпуровая или зеленовато-серая, яйцевидная.

## Распространение
Растёт в каменистой кустарничково-лишайниковой горной тундре, на полузадернованных щебнистых склонах, каменных россыпях, каменистых берегах ручьев, иногда в щебнистых лиственничных редколесьях. Избегает карбонатные горные породы.

## Значение и применение
Хорошо поедается северным оленем (Rangifer tarandus).